# Charsznica (stacja kolejowa)
Charsznica – stacja kolejowa w Miechowie-Charsznicy, w województwie małopolskim, w Polsce. Znajdują się tu 3 perony.

## Ruch pasażerski
| Rok  | Wymiana pasażerska na dobę |
| ---- | -------------------------- |
| 2017 | 50-99                      |
| 2018 | 50-99                      |
| 2019 | 50-99                      |
| 2020 | 50-99                      |
| 2021 | 50-99                      |
| 2022 | 50-99                      |
| 2023 | 50-99                      |